# Jacques Félix Beudin
Jacques Félix Beudin, né le 2 avril 1796 à Paris où il est mort le 6 septembre 1850, est un banquier, homme politique et auteur dramatique français.

## Biographie
Directeur d'une importante maison de banque parisienne, il entreprend une carrière d'auteur dramatique sous couvert d'anonymat. Il signe ses pièces du pseudonyme de « Dinaux », formé de l'adjonction de la dernière syllabe de son nom à celle du nom de son principal collaborateur, Prosper Goubaux.
En 1837, tout en poursuivant ses activités bancaires, il se lance dans la politique. S'étant présenté contre le statuaire David d'Angers, et succédant à Jacques Paturle, il est député de Paris de 1837 à 1842. Son passage à la Chambre, où il siège parmi les conservateurs, est marqué par sa proposition de consacrer un crédit important à la rénovation de la bibliothèque de l'Arsenal. Cette initiative, qui lui est inspirée par Charles Nodier, est approuvée par l'Assemblée. Il est de nouveau député de Paris de 1846 à 1848, lorsque la Révolution de février met définitivement fin à sa carrière politique.
Sa première pièce, Trente ans, ou la Vie d'un joueur, écrite avec Goubaux et remaniée par Ducange, fut l'occasion de la première apparition de Frédérick Lemaître à la Porte Saint-Martin. Ce mélodrame eut un succès prodigieux. Ce fut, écrit Charles Benoist, « l'œuvre la plus puissante qui eût encore été représentée au boulevard ». Ce fut aussi la toute première introduction du romantisme au théâtre, « car il fut le premier où l'on commença à s'écarter des routes battues, en violant à la fois les règles d'unité de temps, de lieu et d'action ». Beudin eut notamment pour autres collaborateurs Alexandre Dumas, Eugène Sue et Ernest Legouvé.

## Théâtre
- Trente ans, ou la Vie d'un joueur, mélodrame en 3 journées, avec Victor Ducange et Prosper Goubaux, Paris, théâtre de la Porte-Saint-Martin, 19 juin 1827
- Richard Darlington, drame en 3 actes et en prose, précédé de La Maison du Docteur, prologue, avec Alexandre Dumas et Prosper Goubaux, Paris, théâtre de la Porte Saint-Martin, 10 décembre 1831 Texte en ligne
- Clarisse Harlowe, drame en 5 actes et en prose, d'après Samuel Richardson, avec Prosper Goubaux et Gustave Lemoine, Paris, Théâtre-Français, 27 mars 1833
- Louise de Lignerolles, drame en 5 actes et en prose, avec Prosper Goubaux et Ernest Legouvé, Paris, Théâtre-Français, 6 juin 1838
- L'Abbaye de Castro, drame en 5 actes, avec Gustave Lemoine, Paris, théâtre de l'Ambigu-Comique, 4 avril 1840
- La Prétendante, comédie en 3 actes et en prose, avec Prosper Goubaux et Eugène Sue, Paris, Théâtre-Français, 6 août 1841
- La Dot de Suzette, drame en 4 actes, mêlé de chant, d'après Joseph Fiévée, avec Prosper Goubaux, Alexandre Dumas et Gustave Lemoine, Paris, théâtre de la Gaîté, 19 mars 1842
- Les Mystères de Paris, roman en 5 parties et 11 tableaux, avec Prosper Goubaux et Eugène Sue, Paris, théâtre de la Porte Saint-Martin, 13 février 1844
- Bruyère, drame en 5 actes et 8 tableaux, avec Prosper Goubaux et Paul Foucher, Paris, théâtre de l'Ambigu-Comique, 22 février 1851

## Source biographique
- Pierre Larousse, Grand Dictionnaire universel du XIXe siècle, vol. II, 1867, p. 656
- « Jacques Félix Beudin », dans Adolphe Robert et Gaston Cougny, Dictionnaire des parlementaires français, Edgar Bourloton, 1889-1891 [détail de l’édition]